# 인적 자원 개발
인적자원개발(영어: Human Resources Development, HRD)은 조직 내 인적 자본의 확충을 위한 활동이다.

## 개요
인사관리는 채용과 평가, 보상, 배치 등을 관리하는 HRM(Human Resource Management)과 인적자원의 교육, 훈련, 육성, 역량개발, 경력관리 및 개발 등을 관리하는 HRD로 구분된다.
HRD는 단순히 직무교육을 실행하는 것을 의미하지는 않는다. 이전에는 Training(훈련)이라는 개념으로 이용되다가, Education으로 그 의미가 확대되었으며, 1969년 나들러에 의해 HRD라는 용어가 처음 소개되면서 지속적인 연구가 이루어졌다. 현재는 글로벌화, 지식정보산업으로 발전되면서 인재경영, 인재육성의 중요성이 부각되었고 HRD라는 개념으로 정착되어 인적자원에 대한 육성체계를 만들어 가고 있다.
기업교육 혹은 산업교육의 각 용어에 대한 정의는 다음과 같다.
- 훈련(Training): 이전에 하지 못하던 것을 할 수 있도록 하는 것으로 훈련의 효과는 훈련이 끝나는 시점에서 바로 일어난다. 기능적이고 메뉴화된 작업을 수행하고 가르치는 데 많은 도움이 된다. 주로 훈련은 현재의 직무와 관련된 지식, 기술, 태도의 향상을 목적으로 진행된다.

- 교육(Education): 다소 가르치는 사람의 입장이 많이 반영되어 있다. 단순히 이전에 못하던 것을 할 수 있도록 하는 차원이 아니라 배운 것을 응용, 적용하며 유사한 분야에 파급 전수되는 의미가 있다. 교육의 효과는 교육이 끝나는 시점에서 바로 확인할 수 없는 부분이 많다.

- HRD(Human Resources Development): 낮은 수준의 인적자원을 전환하여 사람을 더 가치있고 효용있는 사람으로 만드는 것으로 개인, 조직, 그리고 사회적 만족을 모두 고려해야 한다. 따라서 교육대상자가 현재 처해있는 현재상태와 바라는 상태에 대한 다양한 요구를 파악하여 충족시켜주는 것이 중요한 포인트이다.

훈련, 교육보다 좀더 폭넓은 의미로 HRD는 학습자, 지도자, 학습내용, 매체 그리고 조직이 처한 환경의 상호작용적인 측면을 상당히 중요시한다.

## 같이 보기
- 인적자원관리(HRM)